# Mundur galowy Wojsk Lądowych

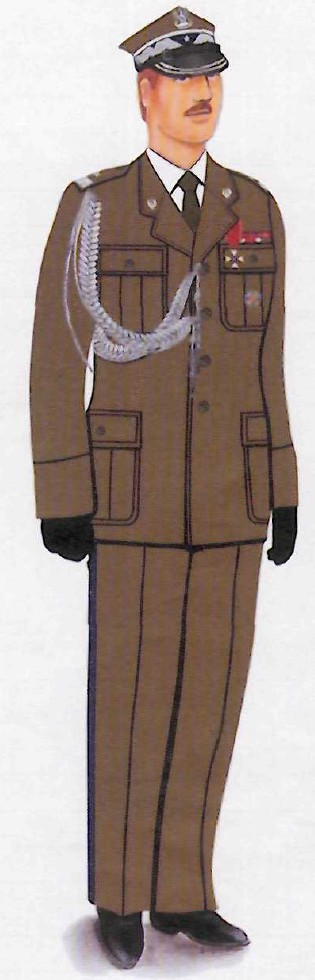
Ubiór galowy generała Wojsk Lądowych z czapką rogatywką

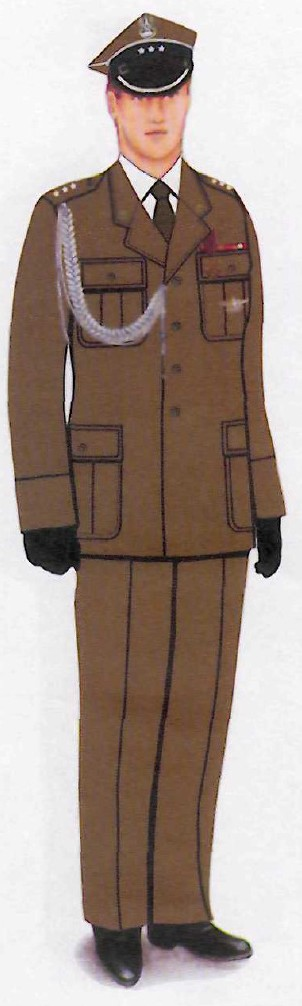
Ubiór galowy żołnierza Wojsk Lądowych

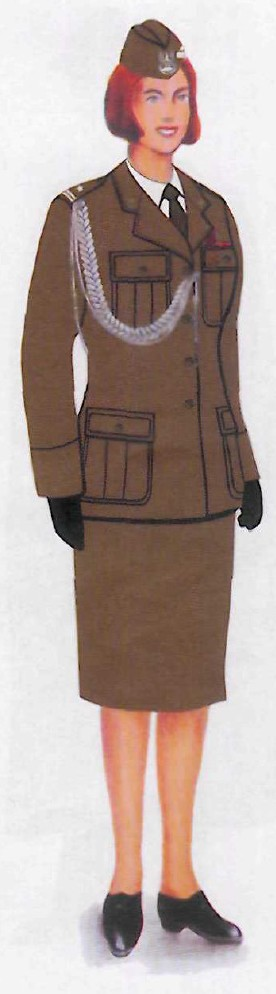
Ubiór galowy żołnierza-kobiety Wojsk Lądowych

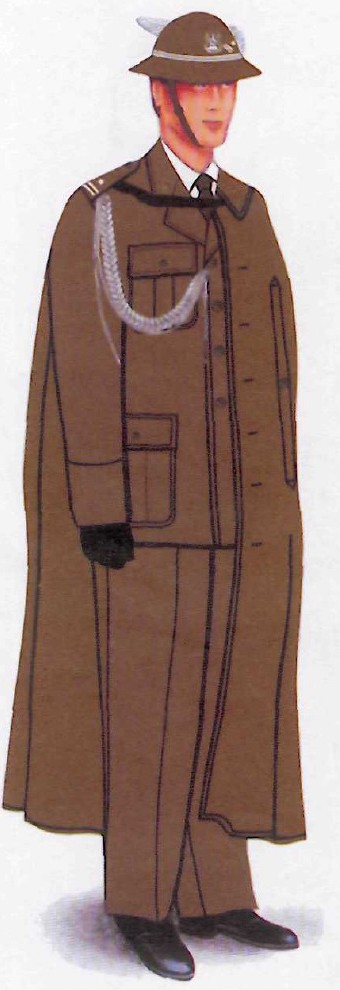
Ubiór galowy żołnierza jednostek piechoty górskiej z kapeluszem podhalańskim

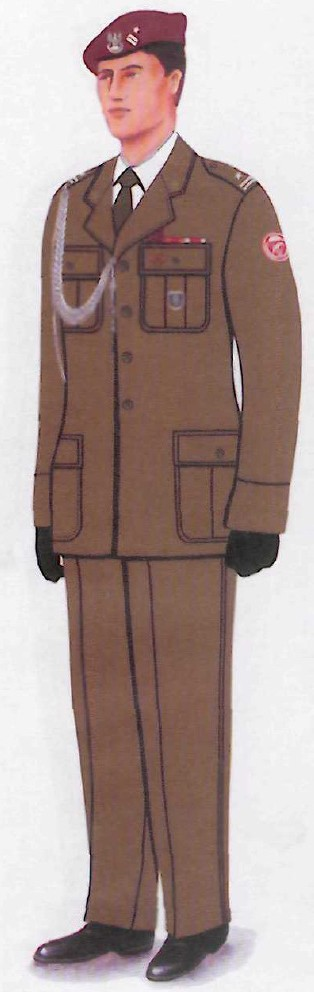
Ubiór galowy żołnierza jednostek desantowo-szturmowych z beretem

Mundur galowy Wojsk Lądowych – zbiór umundurowania galowego obowiązujący aktualnie w Wojskach Lądowych Sił Zbrojnych RP.
Wzory, szczegółowe zasady, okoliczności i sposób noszenia munduru galowego zostały określone w rozporządzeniu Ministra Obrony Narodowej z dnia 2 grudnia 2004 w sprawie wzorów oraz noszenia umundurowania i oznak wojskowych przez żołnierzy zawodowych i kandydatów na żołnierzy zawodowych. Umundurowanie określone w rozporządzeniu jest prawnie zastrzeżone dla żołnierzy Sił Zbrojnych Rzeczypospolitej Polskiej.
Ubiór galowy noszony jest podczas:
- uroczystości państwowych i wojskowych,
- wręczania aktów mianowań na kolejne stopnie wojskowe oraz dekoracji żołnierzy orderami i odznaczeniami,
- uroczystości wręczania sztandarów, orderów i odznaczeń jednostkom wojskowym, zaprzysiężenia i ślubowania żołnierzy, rozpoczęcia roku szkolnego, immatrykulacji oraz promocji w szkołach wojskowych,
- uroczystości przy Grobie Nieznanego Żołnierza i innych miejscach pamięci narodowej,
- świąt rodzajów Sił Zbrojnych i świąt jednostek wojskowych,
- uroczystych spotkań służbowych,
- innych uroczystości, wystąpień indywidualnych, z wyjątkiem wystąpień, dla których przewidziany jest ubiór wyjściowy.

Ubiór galowy noszony jest według ustalonych zestawów ubiorczych (odrębnych dla mężczyzn i kobiet) w zależności od pory roku. Rozróżnia się okres letni trwający od dnia 1 maja do dnia 30 września i okres zimowy od dnia 1 października do dnia 30 kwietnia. Miesiące marzec, kwiecień, październik i listopad stanowią okres przejściowy. W okresie przejściowym dopuszcza się noszenie ubiorów letnich.

## Elementy umundurowania galowego

### Nakrycia głowy
Rogatywka koloru khaki występuje w czterech wersjach. Wersja dla żołnierzy szeregowych i podoficerów młodszych wzorowana jest na przedwojennych rogatywkach garnizonowych. Wersja dla chorążych i młodszych oficerów posiada powyżej otoku obszycie z jednego srebrnego galonu, natomiast wersja dla oficerów starszych – z dwóch galonów. Rogatywka generalska posiada na otoku obszycie w formie wężyka generalskiego. Ponadto wersje dla oficerów starszych i generałów obszyte są krzyżującym się srebrnym galonem na denku. Kolor otoku wyróżnia rodzaj wojska. Ponadto na otoku umieszcza się stopień wojskowy. Na wszystkich rogatywkach umieszczony jest metalowy znak orła Wojsk Lądowych.
Beret w składzie munduru galowego jest noszony tylko przez jednostki desantowo-szturmowe, obrony wybrzeża, kawalerii powietrznej, 11 DKPanc. Beret występuje w kolorze przewidzianym dla danego typu wojsk. Na berecie umieszcza się znak orła wojskowego Wojsk Lądowych haftowany srebrzystym bajorkiem, ze złotą koroną, dziobem i szponami oraz oznakę stopnia wykonaną w takim sam sposób.
Furażerka w kolorze khaki stanowi galowe nakrycie głowy żołnierzy-kobiet. Umieszczony jest na niej orzeł wykonany techniką termonadruku na tkaninie khaki oraz oznaka stopienia wykonana w takim sam sposób.
Kapelusz podhalański wykonany jest z jednego kawałka filcu w kolorze khaki. Umieszcza się na nim znak orła Wojsk Lądowych tłoczony z blachy srebrzystej i oksydowany, o wysokości 56mm. Ponadto na kapeluszach umieszcza się oznaki stopni. Wraz z peleryną podhalańską noszony przez żołnierzy 21 Brygady Podhalańskiej.

### Koszule
Koszula oficerska koloru białego zapinana na 7 guzików. Koszule posiadają długi rękaw z mankietem zapinanym na guzik lub spinkę. Szwy barkowe skierowane są nieco ku przodowi. Dół koszuli zaokrąglony.
Koszulo-bluza z krótkimi rękawami koloru białego zapinana z przodu na 7 guzików. Na szwach barkowych skierowanych w przód umieszczono dwa guziki pozwalające na zamocowanie naramienników z oznaczeniem stopnia. Z przodu u góry naszyte dwie kieszenie zapinane na guzik.
Koszulo-bluza oficerska z długimi rękawami koloru białego ma podobną konstrukcję do koszulo-bluzy z krótkimi rękawami. Zasadniczą różnicą są długie rękawy zakończone mankietami zapinanymi na guziki.
Koszula oficerska damska koloru białego zapinana na 7 guzików na damską stronę. Koszule posiadają długi rękaw z mankietem zapinanym na guzik lub spinkę. Szwy barkowe skierowane są nieco ku przodowi. Dół koszuli zaokrąglony. Krój koszuli dopasowany jest do kobiecej sylwetki.
Koszulo-bluza oficerska damska z krótkimi rękawami koloru białego zapinana z przodu na 7 guzików na damską stronę. Na szwach barkowych skierowanych w przód umieszczono dwa guziki pozwalające na zamocowanie naramienników z oznaczeniem stopnia. Z przodu u góry naszyte dwie kieszenie zapinane na guzik. Krój koszulo-bluzy dopasowany jest do kobiecej sylwetki.
Koszulo-bluza oficerska damska z długimi rękawami koloru białego ma podobną konstrukcję do koszulo-bluzy z krótkimi rękawami. Zasadniczą różnicą są długie rękawy zakończone mankietami zapinanymi na guziki. Krój koszulo-bluzy dopasowany jest do kobiecej sylwetki.

### Bluzy i spodnie
Mundur letni oficerski wykonany z tropiku mundurowego w kolorze khaki. Kurtka jednorzędowa z wykładanym kołnierzem i wyłogami, zapinana na cztery guziki. Z przodu umieszczono cztery kieszenie. Kurtka ponadto posiada naramienniki. Na prawym szwie barkowym przyszyty guzik do przypięcia sznura galowego. Na guzikach umieszczono znak orła Wojsk Lądowych. Spodnie długie, bez mankietów zwężane ku dołowi.
Mundur galowy oficerski wykonany z tkaniny w kolorze khaki.
Mundur galowy generalski wykonany z tkaniny w kolorze khaki.
Kurtka i spodnie munduru wyjściowego damskiego (ze spódnicą) wykonane są z gabardyny mundurowej w kolorze khaki. Krój umundurowania dopasowany jest do damskiej figury. Kurtka jednorzędowa z wykładanym kołnierzem i wyłogami, zapinana na cztery guziki na damską stronę. Z przodu umieszczono cztery kieszenie. Kurtka ponadto posiada naramienniki. Na guzikach umieszczono znak orła Wojsk Lądowych. Spodnie długie, bez mankietów zwężane ku dołowi. Długość spódnicy – do kolan. Z boku umieszczono zamek błyskawiczny.
Kurtka i spodnie munduru letniego damskiego (ze spódnicą) wykonane są z tropiku mundurowego w kolorze khaki. Krój taki jak przy umundurowaniu wyjściowym damskim.

### Akcesoria
Krawat w kolorze khaki lub czarnym
Spinki do mankietów w kolorze khaki.
Rękawiczki oficerskie wykonane ze skóry naturalnej w kolorze czarnym.
Sznur galowy barwy matowosrebrzystej nosi się na prawym ramieniu, przypinając je pod naramiennikiem przy wszyciu rękawa. Pętelkę sznura zapina się na pierwszym górnym guziku zapięcia munduru. Dłuższy warkocz sznura galowego generała umieszcza się pod rękawem i zapina na pierwszy guzik, drugi warkocz ułożony na piersi zapina się na drugi od góry guzik munduru. Pętle sznurów galowych oficerskich i generała zakłada się pod prawy rękaw kurtki munduru.
Skarpetki koloru czarnego.
Pasek skórzany oficerski wykonany z czarnej, naturalnej skóry.
Pończochy lub rajstopy w kolorze cielistym lub beżowym. Przeznaczone wyłącznie dla żołnierzy-kobiet.
 Pochewka w kolorze czarnym z oznaką stopnia wojskowego przeznaczona jest dla żołnierzy 11 Dywizji Kawalerii Pancernej. Nakładana jest na lewy naramiennik munduru galowego.
Peleryna podhalańska wzorowana na pelerynie jednostek podhalańskich okresu międzywojennego. Wykonana z materiału w kolorze khaki, na kołnierzu posiada naszyte „szarotki”. Pelerynę nosi się jednocześnie z kapeluszem podhalańskim lub czapką rogatywką. Spina się ją pod kołnierzem paskiem opadającym do tyłu przez lewe ramię. Pelerynę nosi się na lewym barku w ten sposób, by jej prawa krawędź pokrywała się z linią guzików kurtki.

### Obuwie
Półbuty galowe wykonane są z czarnej, naturalnej skóry. Przeznaczone wyłącznie dla żołnierzy-mężczyzn.
Półbuty damskie galowe wykonane są z czarnej, naturalnej skóry. Jest to obuwie typu czółenko. Przeznaczone do noszenia wraz z mundurem wyjściowym lub galowym. Przeznaczone wyłącznie dla żołnierzy-kobiet.
Kozaki damskie wykonane są z czarnej, naturalnej skóry bydlęcej. W środku posiadają wyściółkę wykonaną z tkaniny ocieplającej. Dla ułatwienia wkładania, z boku umieszczony jest zamek błyskawiczny. Przeznaczone do noszenia wraz z mundurem wyjściowym lub galowym w okresie jesienno-zimowym. Przeznaczone wyłącznie dla żołnierzy-kobiet.
Botki zimowe oficerskie wykonane są z czarnej, naturalnej skóry licowej. Z boku but posiada zamek błyskawiczny pomocny przy zakładaniu. Jako ocieplenie zastosowano włókninę ocieplającą Thinsulate.

## Zestawy przeznaczone dla mężczyzn

### Zestaw 1 (na zimę)
W skład zestawu wchodzi: 
- Czapka rogatywka, beret lub kapelusz podhalański[m]
- Koszula koloru białego ze spinkami[n]
- Mundur galowy generała[o]
- Mundur galowy oficerski
- Krawat
- Rękawiczki skórzane
- Półbuty galowe
- Skarpetki
- Pasek do spodni
- Sznur galowy

### Zestaw 2 (na lato)
W skład zestawu wchodzi: 
- Czapka rogatywka, beret lub kapelusz podhalański[m]
- Koszula koloru białego ze spinkami[n]
- Mundur letni galowy generała[o]
- Mundur letni galowy oficerski
- Krawat
- Rękawiczki skórzane
- Półbuty galowe
- Skarpetki
- Pasek do spodni
- Sznur galowy

Ponadto w razie potrzeby oraz na czas przejazdu lub dojścia do miejsca uroczystości zezwala się nosić w składzie ubioru galowego (w zależności od pory roku), płaszcz sukienny lub letni z szalikiem lub bez. Po zakończeniu części oficjalnej uroczystości, w pomieszczeniach zamkniętych lub przy wysokich temperaturach, dopuszcza się możliwość występowania bez kurtki mundurowej, w koszulo-bluzie z krawatem i spinką do krawata.

## Zestawy przeznaczone dla kobiet

### Zestaw 1 (na zimę)
W skład zestawu wchodzi: 
- Furażerka
- Kurtka munduru wyjściowego damskiego
- Spódnica lub spodnie munduru wyjściowego damskiego
- Krawat
- Koszula koloru białego ze spinkami[n]
- Rękawiczki skórzane
- Pończochy lub rajstopy
- Półbuty galowe damskie
- Pasek do spodni
- Sznur galowy

### Zestaw 2 (na lato)
W skład zestawu wchodzi: 
- Furażerka
- Kurtka munduru wyjściowego letniego damskiego
- Spódnica lub spodnie munduru wyjściowego letniego damskiego
- Krawat
- Koszula koloru białego ze spinkami[n]
- Rękawiczki skórzane
- Pończochy lub rajstopy
- Półbuty galowe damskie
- Pasek do spodni
- Sznur galowy

Ponadto w razie potrzeby oraz na czas przejazdu lub dojścia do miejsca uroczystości zezwala się 
nosić w składzie ubioru galowego (w zależności od pory roku), płaszcz sukienny lub letni z szalikiem lub bez. Po zakończeniu części oficjalnej uroczystości, w pomieszczeniach zamkniętych lub przy wysokich temperaturach, dopuszcza się możliwość występowania bez kurtki mundurowej, w koszulo-bluzie z krawatem i spinką do krawata.

## Zasady noszenia oznak wojskowych na umundurowaniu galowym

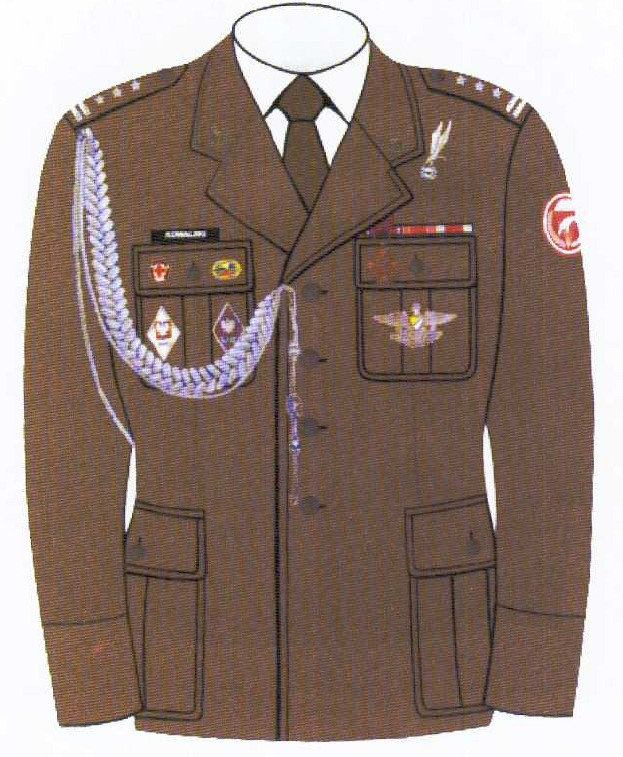
Sposób rozmieszenia orderów, odznaczeń i oznak na kurtce munduru galowego Wojsk Lądowych

### Orły wojskowe
Na kołnierzu generalskich kurtek mundurowych umieszcza się znak orła generalskiego haftowanego srebrzystym bajorkiem. Korona, dziób i szpony haftowane są bajorkiem złocistym.
Natomiast na kołnierzu kurtek mundurowych używanych przez Marszałka Polski umieszcza się znak orła Marszałka Polski haftowanego srebrzystym bajorkiem. Korona, dziób, szpony i głowice buław haftowane są bajorkiem złocistym.

### Oznaka przynależności państwowej
Na lewym rękawie ubiorów galowych umieszcza się oznakę przynależności państwowej w postaci naszywki z godłem Rzeczypospolitej Polskiej (obowiązkowo podczas służby poza granicami kraju, w kraju opcjonalnie)

### Oznaki stopni wojskowych
Oznaki stopni wojskowych w Wojskach Lądowych na umundurowaniu galowym są wyszyte nicią barwy matowosrebrzystej. Nosi się je na naramiennikach kurtek mundurów galowych. 

### Oznaki korpusów osobowych
Oznaki korpusów osobowych (tzw. korpusówki) nosi się na kołnierzach kurtek mundurowych. Generałowie oraz marszałek Polski zamiast korpusówek noszą znaki orłów generalskich i marszałka Polski.

### Oznaki rozpoznawcze
Oznaki rozpoznawcze jednostki nosi się na prawym rękawie kurtki munduru galowego. Na lewym rękawie nosi się oznakę przynależności państwowej w postaci orła państwowego na czerwonym tle.

### Oznaka identyfikacyjna z nazwiskiem
Oznakę identyfikacyjną z nazwiskiem nosi się nad klapką prawej górnej kieszeni kurtek mundurów galowych.